# دبيق زعفراني
الدبيق الزعفراني (باللاتينية: Bupleurum croceum) نوع نباتي ينتمي إلى جنس الدبيق من الفصيلة الخيمية.

## الموئل والانتشار
موطن هذا النوع بلاد الشام وتركيا.

## مرادفات للاسم العلمي
- (باللاتينية: Bupleurum semiperfoliatum Griseb.)
- (باللاتينية: Selinum croceum E.H.L.Krause)